# Penstemon flavescens
Penstemon flavescens är en grobladsväxtart som beskrevs av Francis Whittier Pennell. Penstemon flavescens ingår i släktet penstemoner, och familjen grobladsväxter. Inga underarter finns listade i Catalogue of Life.